# Washington Ortuño
Washington Ortuño (13 de maio de 1928 — 15 de setembro de 1973) foi um futebolista uruguaio. Atuava como meia

## Carreira
Chegou ao Club Atlético Peñarol em 1946. Chegando ao plantel principal do aurinegro foi campeão uruguaio em 1949 e em 1951, ano em que sofreu uma séria lesão. Tentou voltar a jogar em 1954, sem pleno êxito .
Foi suplente no mundial de 1950, em que o Uruguai sagrou-se bicampeão.

## Títulos
- Copa do Mundo de 1950